# 器官盜竊
器官盗窃（英語：Organ theft），是指强行摘取一个人的器官，用作移植并在黑市上出售。虽然不少人會假定器官盗窃案件是都市传说，但事實上，也有一些案例已被发现是真实的。这也是科幻小说中常見的題材。

## 都市傳說
活摘器官通常是不容易使人相信的，一些技術細節，如不施打麻藥活摘器官等，常常受人質疑，因此很多人都會視這些案例報告為都市傳說；然而，一些较大的组织和政府出于政治或谋略上的考虑，使得一些類似的事件變為真实事例。另外，在東南亞跨國人口販賣事件中，有廣泛的報導指出，詐騙集團會誘拐受害人到詐騙園區工作，部分詐騙公司會把詐騙「業績」欠佳及反抗者的器官摘除及販賣。

## 可信事件
一些案例已经被证实，或至少有強烈的合理證據怀疑是真实发生的。這些事情通常发生在具備可用於器官移植的专业知识及具備相關器材的机构中。

### 美国
美国科罗拉多州一家殡仪馆负责人梅根·赫斯（Megan Hess）在遗属不知情的情况下将死者的遗体肢解，将身体部分以伪造捐赠意愿的方式向有关机构有偿出售。2023年1月3日，美国法院判处赫斯20年监禁。

### 印度
印度富商Gurgaon kidney scandal在2008年被捕，涉嫌在印度新德里附近的工業城鎮古爾岡經營非法腎臟移植。大多數受害者是來自附近北方邦的窮人，他們的腎臟被非法移植到來自美國、英國、加拿大、沙特阿拉伯和希臘的客戶中。警察是收到莫拉達巴德當地人對非法腎臟銷售的投訴，而採取拘捕行動。警方於2008年2月7日在尼泊爾被捕男子the scandal Amit Kumar。據古爾岡警方稱，當地一家診所已持續經營了非法摘取器官活動達到六到七年。捐贈者主要被高價值的產品所吸引，並切除了30,000個腎臟。犯案手法是這樣，首先，他們以工作機會為藉口被引誘到診所。取而代之的是，他們被要求捐獻腎臟以獲取費用。當知道真相後，所有反抗的人，都會在違背自己的意願下，被下藥並隨後進行了手術。

### 科索沃
在科索沃，器官盗窃已被广泛报道。
- 在1999年的战争時期，不少報導報告有人因被別人摘取器官而被杀害，並在在黑市中出售。根據各种消息来源估计，受害者的数量約由“少数”、到超过300之间不等。 受害者被认为是塞尔维亚国籍，于1999年被与科索沃解放军（UÇK）有密切联系的肇事者杀害。前南问题国际法庭首先对索赔进行了调查，他们在房屋内和周围发现了医疗设备和血迹 。联合国随后对他们进行了调查，他们收到了许多前UÇK战斗人员的证人报告，这些报告称，有几名囚犯的器官被摘除。
- 在2010年，瑞士检察官迪克·马蒂（Dick Marty）向欧洲委员会 （Council of Europe）提交的一份报告，揭示了十多年来有可信的人体非法器官交易，當中包括一名塞族俘虏因此被杀害。2011年 1月25日，该报告得到了欧洲委员会的认可，要求进行全面而认真的调查。然而，自报告发布以来，欧盟驻科索沃法治特派团（EULEX）的高级消息人士和欧洲议会的许多成员对该报告及其基础表示严重怀疑，认为马蒂未能提供关于指控的“任何证据”。欧盟驻科法治团特别调查于2011年8月启动。

## 可能確實發生的事件

### 緬甸
有報導指稱，2021年緬甸軍方發動政變後，一些人在受軍方審問後，器官被摘除；
另外有廣泛的報導指稱出，在緬甸苗瓦迪，一處被稱為「KK園區」，以中国籍福建人“冬瓜”为首的犯罪集团所拥有的地区，除了常發生綁票人口、強迫被綁者從事詐騙的事情外，園區裡也曾發生強制活摘失去利用價值或不從者的器官盜竊及販賣的事件。

### 柬埔寨
有報導指稱，一些人被騙去柬埔寨強迫從事詐騙工作，而這些人在失去利用價值後就會被強制送去強迫賣淫，更沒有利用價值的人甚至會被送去活摘器官、成為器官供體的來源。這些詐騙集團多數由當地中國人控制，受害者也大多是中國人或其他地區的華人。

### 中華人民共和国

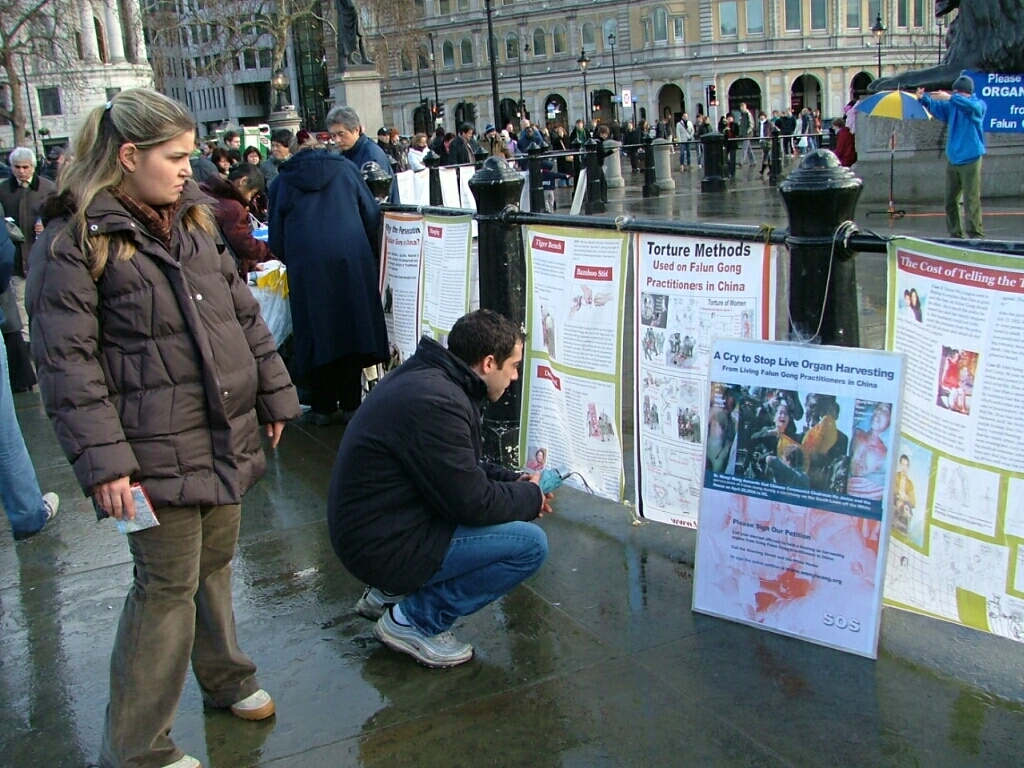
反对活摘器官的法轮功展览

在近年，一些消息指稱中國的器官移植過程有倫理爭議；此外，一些看法認為中國的器官移植還存有數據造假的問題。
1. 有新闻证实说，在中国，起码有一段时间，出于营利的目的，一些死囚犯的器官在处决后被移植给了外国和中国公民。目前还不清楚囚犯们是否同意死后器官被摘取[27]。有指控说，中国司法系统处决死刑犯非常快，不给他们一定的时间上诉，再加上中国政府有一套批准盗取死囚犯器官的程序，导致了整个司法系统的腐败[28]。
2. 2006年，中華人民共和国政府还没有出台一部明确禁止非法获取器官的法律。现在虽然有了这样的法律，但与这些新法规相矛盾的法规依然存在，例如，有法规允许狱方可以采取对国家有利的任何方式利用死囚犯的尸体。直到同时，在2006年7月，加拿大前外交部部长大卫·乔高（David Kilgour）和人权律师大卫·麦塔斯（David Matas）发表了一份报告（页面存档备份，存于），报告说“大量的法轮功学员是系统性活摘器官的受害者……[29]”。
3. 2012年9月12日，美国国会听证调查中国强摘器官现象[30]。同时，美国众议院外交事务委员会网站，就中共政法委机构活体摘除法轮功学员器官，发表了多项证词，其中之一是中国大陆之外的医生们已证实，他们的病人到中国被移植了法轮功学员的器官（Medical doctors outside China have confirmed that their patients have gone to China and received organs from Falun Gong practitioners）.[31]
4. 2012年9月18日，美國國會及行政當局中國委員會（CECC）主席、眾議院外交事務委員會非洲、全球健康和人權小組委員會主席、资深国会议员克里斯·史密斯先生投书于美国传媒华盛顿时代，指出從勞教所获釋的法輪功學員說，勞教所醫生給他們頻繁體檢，特別注意他們的血型、腎、肝、肺、心和眼睛的健康；此精神運動許多成員被拘留時因怕牽連親屬和其他修煉者，而拒絕透露自己名字，从而使他們的生命很容易被用作器官移植。并提到在海外的醫务人员告訴葛特曼先生，“一些用於移植的器官從當時仍活著的受害者身上摘取”。史密斯先生表示：“活摘器官罪行存在的可能性已超越人類承受力，挑戰一切語言極限，使「野蠻殘暴」這樣词汇蒼白無力，是令人毛骨悚然的恐怖”。[32]
5. 2012年12月2日，美国纽约大学医学院教授、国际医学伦理研究权威Arthur Caplan博士与另两名医生Alejandro Centurion及Jianchao Xu 联名在美国白宫网页发起了一个“我们-人民”的公开征签活动，要求奥巴马政府调查并公开谴责中共当局活体摘取法轮功人士器官的罪行。他们在公开信中说“如此大规模的滥用器官移植是对人类的犯罪。面对这样的暴行保持沉默是这些罪行的同谋。” 据白宫网站的规定，若30天内能征得2.5万个签名的请愿，白宫必须对该诉求予以官方回应[33]。
6. 2013年4月30日，英国广播公司邀请大卫·乔高和伊森·葛特曼先生（Ethan Gutmann）在BBC的英国广播公司国际频道播音室现场解答主持人有关中共活摘器官罪行的提问。4月30日对乔高和葛特曼采访节目的播出。这是中共大规模活摘法轮功学员器官罪行首次在BBC这家世界著名媒体曝光，表明大卫·乔高和大卫·麦塔斯、葛特曼等人有关中共活体摘取器官的独立调查结果（調查中共摘取法輪功學員器官指控的報告）已经引起西方社会和媒体的高度重视。乔高在现场回答说：“中国器官移植来源有很大一部份是良心犯，特别是法轮功学员”；“有调查表明有大约6万5千法轮功学员被摘取器官”；“和西方国家的法律制度完全不同，在法轮功被迫害的过程中，中共根本不讲法律，靠警察的一封信就可以把你送到劳教所关3-4年”；“非法器官移植过程中法轮功学员被摘取器官等于被谋杀”。葛特曼在节目中也强调说：“中共系统中的良心犯因为他们不报名字不报身份，最可能成为器官摘取的受害人”；“另外，在“在中国的活摘器官（Organ harvesting in China）”节目中，乔高强调指出，媒体中称在中国移植器官是从被处决的犯人身上拿到的，但鲜少有人提及的一个真正事实是：很多因为器官而被杀害的人是法轮功修炼者，他们没有犯任何罪，完全是无辜的。人们忘记了这样一个事实，这些都是无辜的人。[34]
7. 2014年5月13日，中国的中央电视台电视新闻评论性欄目《焦点访谈》披露，北京人向南夫为谋取境外博讯网给予的高额稿费，编造、杜撰大量诸如“中国政府活摘人体器官、活埋人，大批群众到联合国驻华机构外抗议”的虚假新闻，2013年向南夫发稿1300余篇，每月领取近千美元稿费。媒体披露，向南夫承认编写的稿件绝大多数没有经过调查核实。[35][36]
8. 美国有线电视新闻网CNN，2016年6月24日报导[37]称，经过加拿大前亚太国务卿大卫·乔高和人权律师大卫·麦塔斯，还有美国记者伊森·葛特曼共同调查，发现中共仍然大规模的从良心犯和政治犯身上摘取器官，而主要受害者是法轮功学员。调查员们发现，中共宣称的大陆有169家移植医院，每年移植手术约1万例。但实际调查收集几百家医院的公开数据，进行分析得出真实数字：每年移植手术高达6万到10万例。CNN指出，有诸多证据显示，中国每年有成千上万的法轮功学员等良心犯和政治犯，因器官需求，而被中共及其控制的医疗系统杀害。加拿大电视CTV6月24日发表报导[38]，题为“报告指中共杀戮囚犯 强摘器官”。报导说，加拿大前亚太国务卿大卫·乔高和人权律师大卫·麦塔斯，以及美国记者伊森·葛特曼出了一份新的报告，中共依然大规模强摘政治犯器官，提供给那些愿意支付高额器官移植手术的外国人。“终结中国器官掠夺”国际联盟发布了这份报告，该联盟由医学专业人士、人权倡导者组成。他们三人对医院收入、病床使用率、手术人员和国家资助等等信息进行分析后，得出结论：认为中共每年的器官移植手术的数量为6万－10万例。三位作者表示，加拿大、美国、欧盟等外国政府需要开始对进入中国进行器官移植手术的公民数量进行记录。下一步将是禁止“器官旅游”。上周，美国国会众议院通过一项343决议，呼吁中共停止从法轮功等良心犯身上强摘器官。该决议案同时谴责中共迫害法轮功修炼群体[39]。
9. 據《寒冬》採訪報導：中國檯面下的活摘器官暴行一直沒有停止。一名患者至山東省煙台市最高等級「三甲」的毓璜頂醫院治療，從配血型、體檢到安排手術，僅花了約10幾天的時間。院方還向家屬表明，「若願意多花點錢，就可以換年輕點的」。[40]
10. 專業醫學期刊《BMC Medical Ethics》2019年11月刊登論文〈對官方的逝者器官捐贈數據的分析令人懷疑中國的器官轉運改革之可靠性〉，提出COTRS上公佈的2010至2018年間器官捐贈資料的統計結果是人造的，基於數學公式，其增長趨勢并非來自志願捐獻活動的結果或是對實際資料的細微處理，對中國紅十字會的統計結果的分析也能得出偽造的嫌疑[41]；然而移植數據造假不表示強摘維吾爾穆斯林以及法輪功學員器官的事情就沒有發生，一些人權組織認為，這數據造假是一個精心設計的掩飾，用以掩蓋中國政府大規模強摘無辜人士器官的事實。[42]